# Oscillococcinum

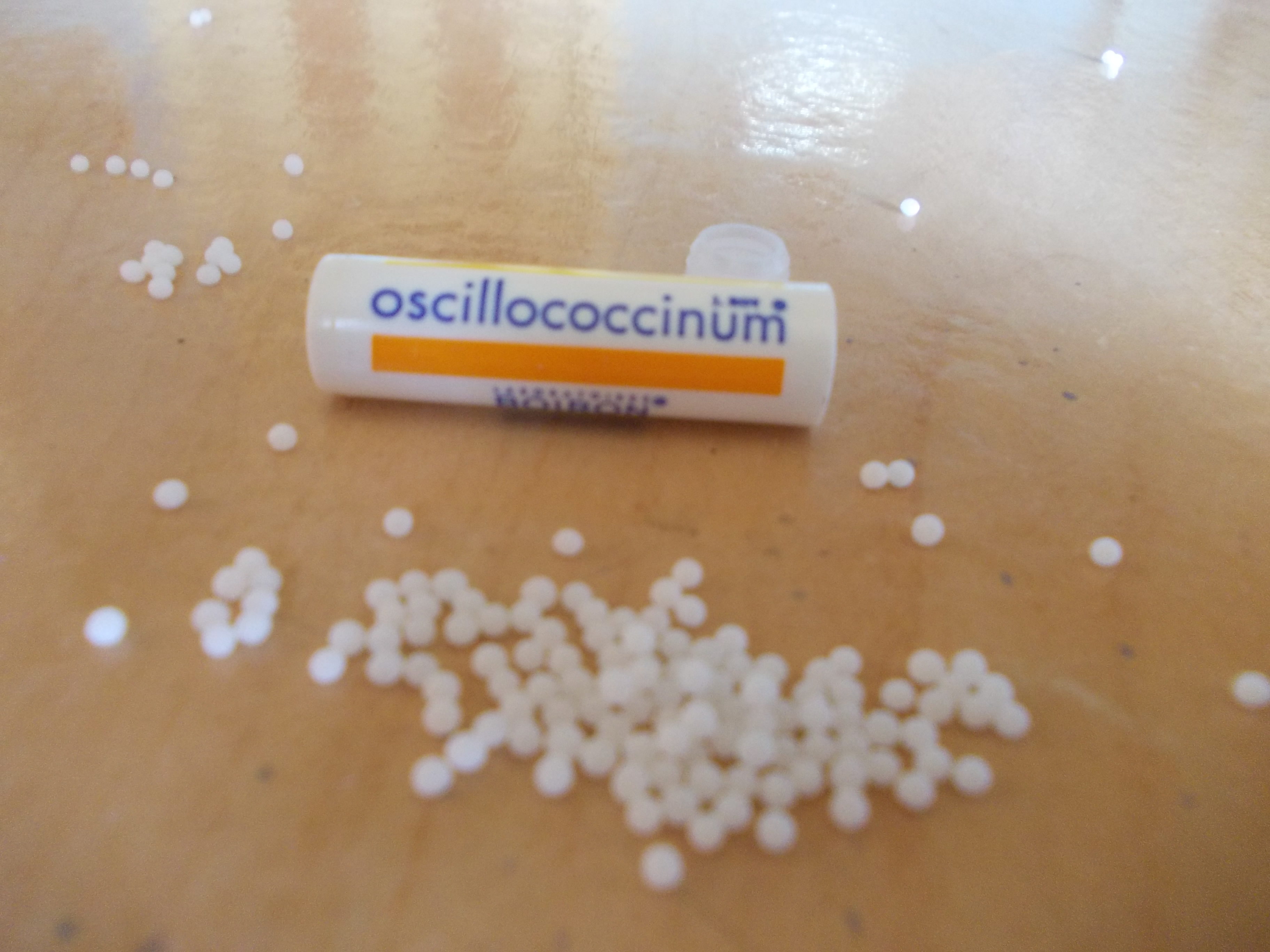
Oscillococcinum tabletták

Az Oscillococcinum egy francia gyártmányú, kizárólag a Boiron cég által gyártott és több mint 50 országban terjesztett homeopátiás készítmény, mely a leghosszabb ideje, változatlan receptúra szerint gyártásban lévő hasonló szerek közé tartozik. Elnevezése egy tévesen azonosított, nemlétező baktériumnem, az Oscillococcus nevét őrzi, ehhez képest azok, akik hisznek a homeopátiás szerek hatásában, azok a vírusos eredetű influenza és hasonló megbetegedések tüneteinek enyhítésére ajánlják. Hatóanyaga állati szervek, konkrétan pézsmaréce máj- és szív-kivonatának – más homeopátiás szerekhez hasonlóan – közel végtelenszeresére felhígított, inaktív komponensként szacharózt és laktózt is tartalmazó oldata. Ezidáig nem ismert bizonyíték arra nézve, hogy a készítmény a placebohatáson felül bármilyen hatékonysággal rendelkezne.

## Története
Joseph Roy francia katonaorvos 1917-1918 során, az egész Európán végigsöprő influenzajárványban (spanyolnáthában) megbetegedett személyektől vett vérmintákat vizsgálva oszcilláló baktériumok jelenlétét vélte felfedezni. Állítása szerint ugyanezeket az általa Oscillococcusnak elnevezett baktériumokat rákbetegek mintáiban is felfedezte, észlelni vélte e baktériumokat más vírusos betegségekben, köztük bárányhimlőben szenvedő és herpeszes betegek mintáiban is. Megfigyelései nyomán azt feltételezte, hogy ezek a baktériumok lehetnek az előidézői egy sor más betegségnek is, a kanyarótól az ekcémákon át a reumáig. Mindezek alapján arra a következtetésre jutott, hogy ha sikerül izolálnia a mikroorganizmust, akkor az abból előállított homeopátiás készítmény alkalmas lehet a spanyolnátha gyógyítására.
A Roy által felfedezni vélt mikrobákat egyébiránt tőle függetlenül soha senkinek nem sikerült megfigyelnie, így máig nem világos, hogy mit is látott valójában. Az orvostudomány időközben nem igazolta az említett betegségeket előidéző "általános kórokozóra" vonatkozó teóriáját: a reumáról azóta kiderült, hogy nem mikrobiális eredetű, míg a kanyarót például vírusok okozzák, amelyek lényegesen kisebbek annál, hogysem Roy megfigyelhette volna őket optikai mikroszkóppal.
Roy első kísérletei rákbetegek vakcinázás-szerű terápiás kezelésével sikertelenek maradtak, ezt követően kutatni kezdett az általa felfedezni vélt baktérium után állati szövetekben, végül a házikacsa egy amerikai fajtájának májában vélte felfedezni ugyanazt a baktériumot. Az általa 1925-ben szabadalmaztatott Oscillococcinum modern receptúrájában a pézsmaréce májának és szívének kivonatát használják fel, extrém mértékű, közel végtelenszeres hígításban. 2000-ben az Oscillococcinum a tíz legkeresettebb gyógyászati készítmény volt Franciaországban, ahol széles körben reklámozták a mediában, influenzára és megfázásra egyaránt ajánlva azt. 2008-ban csak az Amerikai Egyesült Államokban 15 millió dolláros forgalmat realizált a gyártó az Oscillococcinum forgalmazásából, de széles körben forgalmazták a készítményt Európa más országaiban is.

## Előállítása
Az egy grammos kiszerelésű Oscillococcinum összetevői az alábbiak:
- Aktív összetevők: Anas Barbariae Hepatis et Cordis Extractum (pézsmaréce májának és szívének kivonata) 200CK HPUS 1×10−400 g,[7] (ez lényegesen kevesebb, mint egy proton tömege, ami 1,67×10−24 g)[7]
- Inaktív összetevők: 0,85 g szacharóz, 0,15 g laktóz (100% cukor)[8]

A 200CK megjelölés arra utal, hogy a készítmény előállításakor egymást követően 200 oldatot készítenek, az alap összetevők felhígításával, minden egyes új oldat elkészítésekor az előző oldatot 1:100 arányban tovább hígítva és összerázva. A 200C töménységű oldat olyan extrém mértékben híg, hogy a kész termék gyakorlatilag semennyit nem tartalmaz az alap összetevők közül.
Az Oscillococcinumot általában ártalmatlannak tartják. Amikor egy ízben a készítményt gyártó Boiron szóvivőjének, Gina Casey-nek feltették a kérdést, hogy biztonságos-e egy olyan termék, amely egy kacsa szívéből és májából készül, ő annyit válaszolt: "Persze, hogy biztonságos. Nincs benne semmi."

## Hatékonysága
Nincs tudományos bizonyítéka annak, hogy az Oscillococcinum hatékony lenne, a placebohatáson túlmenően. A készítmény normál adagjában az aktív összetevőkből semmi nincs jelen, de amúgy sem ismert hihető bizonyítéka annak, hogy a kacsamáj hatékony lenne az influenzás tünetek enyhítése (vagy éppen előidézése) terén. A homeopaták azt állítják, hogy a vízmolekulák "emlékeznek" a hatóanyag gyógyhatására, de nem ismert annak mechanizmusa, hogy ez hogyan történhet meg. Ez is az egyik oka annak, hogy a homeopátiát általánosságban is áltudománynak tekintik.
Robert L. Park, az alternatív orvoslás egyik kritikusa szerint az influenza lefolyásának egyes jellegzetességei kelthetik azt a látszatot, hogy az Oscillococcinum működik. Mivel az influenza normál körülmények között néhány napon belül elmúlik, a betegség természetes lefolyása önmagában hibaforrás lehet bármilyen beavatkozás hatásosságának megítélésekor. Hiszen ha a beteg bevesz bármilyen készítményt az influenza ellen, és az elmúlik, az illető nyilván hajlamos az adott készítménynek tulajdonítani a gyógyulást, annak ellenére, hogy az talán egyébként is bekövetkezett volna. Így ha valaki egy enyhébb lefolyású influenzán esik át, könnyen tulajdonítja az enyhe lefolyást a gyógyászati céllal bevett homeopátiás készítménynek, nem pedig annak, hogy egy enyhébb megbetegedést okozó vírustörzs betegítette meg. Mindezek mellett igen kézenfekvő és valószínű magyarázat a látszólagos hatékonyságra az is, hogy a betegek hajlamosak influenza-szerű tüneteknek félrediagnosztizálni különféle rhinovírusok által okozott betegségeket vagy akár a legkülönfélébb eredetű allergiákat is, és tévesen influenzás eredetűnek tulajdonítják azokat.
Egy 2005-ben Franciaországban lefolytatott, az influenza ellen használatos szerekre és eljárásokra kiterjedő átfogó vizsgálat arra a megállapításra jutott, hogy az Oscillococcinum népszerűségét semmiféle, a hatékonysággal kapcsolatos bizonyíték nem támasztja alá.

## Fordítás
Ez a szócikk részben vagy egészben  az   Oscillococcinum című angol Wikipédia-szócikk fordításán alapul.  Az eredeti cikk szerkesztőit annak laptörténete sorolja fel. Ez a jelzés csupán a megfogalmazás eredetét és a szerzői jogokat jelzi, nem szolgál a cikkben szereplő információk forrásmegjelöléseként.